# Cypricardinia
Genre
Cypricardinia est un genre fossile de mollusques bivalves de la famille des Cardiniidae.

## Liste des espèces
Selon Paleobiology Database (27 octobre 2019):
- Cypricardinia borealica Muromtseva, 1984[3] - Permien de Russie
- Cypricardinia contracta Girty, 1909[4] - Texas, USA
- Cypricardinia dalecarlica Isberg, 1934[5] - Ordovicien de Suède
- Cypricardinia eopermica Biakov, 2005[6] - Permien de Russie
- Cypricardinia fayettevillensis Girty, 1910[7] - Carbonifère de l'Arkansas, USA
- Cypricardinia fossa Campbell & Engel, 1963[8] - Carbonifère de l'Australie
- Cypricardinia indenta Conrad, 1842 (syn. Cypricardites indenta) - Dévonien des USA
- Cypricardinia kallholniensis Isberg, 1934[5] - Ordovicien de Suède
- Cypricardinia mytiliformis Wanner, 1922[9] - Permien d'Indonésie
- Cypricardinia permica Licharew, 1931 - Permien du Groenland, de Mongolie et de Russie
- Cypricardinia securigera Talent, 1963[10] - Dévonien de l'Australie

Autres noms
- Cypricardinia elegans Clarke & Swartz, 1913[11] - Dévonien du Maryland, USA
  - C. elegans var. angusta Clarke & Swartz